# Фрозіноне (футбольний клуб)
«Фрозіноне» (італ. Frosinone Calcio SRL) — італійський футбольний клуб з однойменного міста Фрозіноне. Стадіон — «Стадіо Беніто Стірпе», який вміщує 9 680 глядачів.

## Історія
Клуб було засновано в 1906 році. Спочатку виступав у регіональних змаганнях, де досяг успіхів, вигравши 4 трофеї в 3 дивізіонах у 30-х і 60-х роках. У сезоні 2005/06 клуб зайняв 2-е місце в Серії C1/B, потім обіграв в плей-оф клуби «Санджіованнезе» і «Гроссето», таким чином отримав право виступати в Серії B. За підсумками сезону 2014/2015 команда вперше у своїй історії забезпечив собі вихід в Серію А, обігравши в передостанньому турі «Кротоне», в той час, як основні конкуренти «Болонья» і «Віченца» перемогти не змогли, й розрив між ними й «Фрозіноне» склав 6 очок за тур до закінчення чемпіонату.
Але в сезоні 2015/16 вони не змогли втриматись в еліті. Найвище місце в чемпіонаті команда зайняла в 1 турі, посівши 12 позицію. Першу перемогу отримала в матчі з «Емполі». По закінченню сезону повернувся до 2 дивізіону.
2023 року, після п'ятирічної перерви, «Фрозіноне» повернулось до Серії А, тренував командою Фабіо Гроссо.

## Поточний склад
Станом на 1 вересня 2023
| №  | Поз. | Нац.      | Гравець                                      |
| -- | ---- | --------- | -------------------------------------------- |
| 1  | ВР   | Італія    | П'єрлуїджі Фратталі                          |
| 3  | ЗХ   | Італія    | Ріккардо Маркіцца                            |
| 4  | ПЗ   | Італія    | Марко Бреск'яніні                            |
| 5  | ЗХ   | Італія    | Калеб Околі (в оренді з «Аталанти»)          |
| 6  | ЗХ   | Італія    | Сімоне Романьйолі                            |
| 7  | НП   | Уругвай   | Хайме Баес                                   |
| 8  | ПЗ   | Хорватія  | Карло Лулич                                  |
| 9  | НП   | Бразилія  | Кайо Жорже (в оренді з «Ювентуса»)           |
| 10 | НП   | Італія    | Джузеппе Казо                                |
| 11 | НП   | Албанія   | Марвін Джуні                                 |
| 13 | ЗХ   | Словенія  | Матяж Каменшек-Пагич                         |
| 14 | ПЗ   | Італія    | Франческо Джеллі                             |
| 16 | ПЗ   | Італія    | Лука Гаррітано                               |
| 17 | ПЗ   | Грузія    | Гіоргі Квернадзе (в оренді з «Колхеті-1913») |
| 18 | ПЗ   | Аргентина | Матіас Суле (в оренді з «Ювентуса»)          |

| №  | Поз. | Нац.      | Гравець                                               |
| -- | ---- | --------- | ----------------------------------------------------- |
| 20 | ЗХ   | Іспанія   | Поль Лірола (в оренді з «Олімпіка» (Марсель))         |
| 21 | ПЗ   | Марокко   | Абду Арруї                                            |
| 22 | ЗХ   | Габон     | Антоні Ойоно                                          |
| 23 | ЗХ   | Албанія   | Серджіо Калай                                         |
| 26 | НП   | Марокко   | Суф'ян Бідауї                                         |
| 30 | ЗХ   | Італія    | Іларіо Монтерізі                                      |
| 31 | ВР   | Італія    | Мічеле Черофоліні                                     |
| 36 | ПЗ   | Італія    | Лука Маццітеллі (капітан)                             |
| 43 | НП   | Італія    | Сімоне Стампете                                       |
| 45 | ПЗ   | Аргентина | Енцо Барренеча (в оренді з «Ювентуса»)                |
| 70 | НП   | Марокко   | Валід Шеддіра (в оренді із «Наполі»)                  |
| 80 | ВР   | Італія    | Стефано Тураті (в оренді із «Сассуоло»)               |
|    | ПЗ   | Марокко   | Мегді Бурабія                                         |
|    | ПЗ   | Бразилія  | Рейньєр Жезус Карвальйо (в оренді з «Реала» (Мадрид)) |
|    | НП   | Німеччина | Арійон Ібрагимович (в оренді з «Баварії» (Мюнхен))    |

## Відомі гравці

### Європа

#### Італія
- Сальваторе Боккетті
- Антоніо Боккетті
- Чіро Де Чезаре
- Франческо Карбоне
- Франческо Лоді
- Лука Паганіні

#### Інші країни
- Златко Дедіч
- Василь Прийма
- В'ячеслав Чурко